# U-ya Asaoka
U-ya Asaoka (浅岡 雄也, Asaoka Yūya, nascido em 25 de janeiro de 1969 em Tóquio) é um cantor e compositor japonês que foi vocalista da banda Field of View.

## Biografia
O início de sua carreira começou em 1990, quando se tornou vocalista da banda Missing Peace e, um ano depois, da banda Pandora. U-ya é conhecido por ser o ex-vocalista da banda de rock Field of View do selo Zain Records . Eles se separaram em 2002 após sua última turnê ao vivo. Em 2003 iniciou a sua atividade como artista solo pela gravadora Merdack. Em 2009, Asaoka estabeleceu sua própria gravadora Fly-blue com um novo site. Em 2011, Asaoka apareceu como membro convidado da turnê ao vivo de Zard chamada What a beautiful memory: Forever you. Em 2012, ele apareceu no show de aniversário da Being Inc. como parte da turnê Being Legend, com quase todos os ex-integrantes do Field of View. Em 2015, ele fez uma aparição especial no programa de variedades de televisão Ariyoshi Hanseikai apresentado por Hiroiki Ariyoshi.
Em 26 de janeiro de 2020, o site oficial de Asaoka Yuuya anunciou um novo álbum de compilação para comemorar o 25º aniversário da estreia de Field of View com 5 músicas novas e músicas inéditas. A banda se juntou por dois dias ao vivo em Tóquio e Osaka pela primeira vez desde 2012.

## Discografia
Ele lançou 9 singles, 9 álbuns de estúdio, 4 miniálbuns, 2 coletâneas e 1 álbum acústico

### Singles
|     | Data de lançamento | Título | Produção musical                                                                    | Posição |
| --- | ------------------ | --- | ----------------------------------------------------------------------------------- | ------- |
| 1º  | 3/12/2003          | Life goes on | Letria: U-ya Asaoka Compositor: Eddy Blues Arranjador: Kouichi Sawasaki             | 55      |
| 2º  | 2004/10/21         | Kimi wo Mamoritakute (キミヲマモリタクテ)                                                                           | Letra: U-ya Asaoka Compositor: Shinya Kimura Arranjador: Kume Yasutaka              | 63      |
| 3º  | 3/02/2005          | Sakurairo (桜色) | Letra: U-ya Asaoka Compositor:U-ya Asaoka Arranjador: Kume Yasutaka                 | 117     |
| 4º  | 2005/09/22         | Tabibito tachi he (旅人たちへ)                                                                                      | Letra: U-ya Asaoka e Karin Compositor: U-ya Asaoka Arranjador: Abe Yasuhiro         | 74      |
| 5 ª | 21/03/2007         | Bokutachi no Harmony (僕達のHarmony)                                                                                | Letraa: U-ya Asaoka e Karin Compositor: Yoo Hejun Arranjador: Toshino Tanabe        | 97      |
| 6º  | 3/12/2008          | Ikiru Hoshi (生きる星)                                                                                              | Letra: Hiroyuki Ishimori Compositor: Yatabe Tadashi Arranjador: Yatabe Tadashi      | 132     |
| 7º  | 2013/07/26         | Doubt/Nanairo (ダウト／七色)                                                                                        | Letra:U-ya Asaoka Compositor:U-ya Asaoka Arranjador: U-ya Asaoka                    | -       |
| 8º  | 26/07/2014         | Kiseki no youna Kakuritsu de/Rainbow ~Ano Niji no Nukou he to~ (奇跡のような確率で／Rainbow 〜あの虹の向こうへと〜) | Letra: U-ya Asaoka Compositor: U-ya Asaoka Arranjador: U-ya Asaoka                  | -       |
| 9º  | 25/04/2015         | Mirai no Reality/True or Lie (未来のReality／True or Lie)                                                           | Letra:U-ya Asaoka Compositor:U-ya Asaoka Arranjador: U-ya Asaoka                    | -       |
| 10º | 01/04/2017         | Ima Iru Sekai wo Ai de Kazarou (イマイルセカイヲアイデカザロウ)                                                     | Letra:U-ya Asaoka Compositor:U-ya Asaoka Arranjadores: U-ya Asaoka e Baba Kazuyoshi | -       |
| 11º | 29/07/2017         | Anata to Mirai wo (アナタトミライヲ)                                                                                | Letra:U-ya Asaoka Compositor:U-ya Asaoka Arranjadores: U-ya Asaoka e Baba Kazuyoshi | -       |
| 12º | 31/03/2018         | Revolution〜No15〜                                                                                                  | Letra:U-ya Asaoka Compositor:U-ya Asaoka Arranjador: Baba Kazuyoshi                 | -       |

### Álbuns de estúdio
|     | Data de lançamento | Título                                                                                      | Gravadora | Posição |
| --- | ------------------ | ------------------------------------------------------------------------------------------- | --------- | ------- |
| 1º  | 30/07/2003         | Uta no Chikara (ウタノチカラ)                                                               | Merdack   | 50      |
| 2º  | 17/03/2004         | Kotonoha (コトノハ)                                                                         | Merdack   | 99      |
| 3º  | 2004/11/25         | Kibou no Neiro (キボウノネイロ)                                                             | Merdack   | 85      |
| 4º  | 2005/10/26         | Toki no Shizuku (トキノシズク)                                                              | Merdack   | 79      |
| 5 ª | 2007/04/25         | Horizon                                                                                     | Merdack   | 152     |
| 6º  | 2006/04/26         | Uta Utai: Sono Ichi (ウタウタイ 其の一)                                                     | Merdack   | 143     |
| 7º  | 2007/04/25         | Uta no Chikaratachi: U-ya Asaoka Best Album (ウタノチカラタチ＋4～u-ya asaoka Best Album～) | Merdack   | 103     |
| 8º  | 2009/11/25         | Uta wa Tobira wo Aketeyuku (ウタハトビラヲアケテユク)                                       | FlyBlue   | -       |
| 9º  | 2011/10/10         | Kimi ga Sekai wo Kaeteyuku (キミガセカイヲカエテユク)                                       | FlyBlue   | -       |
| 10º | 2013/10/25         | Mirai no Tsukurikata (ミライノツクリカタ)                                                   | FlyBlue   | -       |
| 11º | 01/10/2015         | Show must go on                                                                             | FlyBlue   | -       |
| 12º | 2017/10/22         | Anata to Mirai wo (アナタトミライヲ)                                                        | FlyBlue   | -       |
| 13º | 20/07/2018         | U-ya Asaoka FlyBlue Best 2018                                                               | FlyBlue   | -       |

### Miniálbuns
|    | Data de lançamento | Título                               | Gravadora |
| -- | ------------------ | ------------------------------------ | --------- |
| 1º | 15/05/2010         | Sekai no Mannaka de (世界の真ん中で) | Flyblue   |
| 2º | 01/01/2011         | Mepifoeba (メビフォエバ)             | Flyblue   |
| 3º | 2012/3/24          | Sora no Hate (空の果て)              | Flyblue   |
| 4º | 31/03/2013         | Only Lonely                          | Flyblue   |

### DVD
|    | Data de lançamento | Título                                                        | Gravadora  | Posição |
| -- | ------------------ | ------------------------------------------------------------- | ---------- | ------- |
| 1º | 2004/09/29         | 1st LIVE TOUR KOTONOHA 2004 “To the Next From Here”           | Merdack    | -       |
| 2º | 2006/02/06         | 10th Anniversary 3rd LIVE TOUR 2005 “Toki no Shizuku”         | Merdack    | 201     |
| 3º | 10/04/2013         | BEING LEGEND Live Tour 2012”                                  | Ser Inc.   | 25      |
| 4º | 25/04/2015         | U-ya asaoka 20150425 Live Bootleg 20150425＠shibuya the Game” | Azul mosca | -       |

## Ligações Externas
- Perfil de U-ya no site da Merdack (em japonês)
- Antigo site oficial (em japonês)
- U-ya Asaoka na Oricon (em japonês)
- Website oficial